# 阿普伽新生兒評分
阿普伽新生兒評分（英語：Apgar Score）是美國女醫生维珍尼亚·阿普伽（Virginia Apgar）在1952年發明的一種對剛出生的新生嬰兒健康狀況快速評核方法。阿普伽當時是在美國紐約執業的麻醉科醫生。她為了評估分娩時麻醉過程對新生兒的影嚮，設計出評分方法。阿普伽評分是現時全世界最普遍使用的新生嬰兒健康評估，亦是新生嬰兒護理的其中一樣重要方法。
阿普伽評分由五項指標組成，每個指標得分為0-2分，總分為0-10分。五個指標分別為：外觀Appearance，脈搏Pulse，不快Grimace，活動Activity，呼吸Respiration。
阿普伽評分是以發明者的姓氏為名。五項指標的英語首個字母剛好成為APGAR，是故意為方便記憶而倒定。

## 評分
|           | 0 分         | 1 分                 | 2 分                  | 成分            |
| --------- | ------------ | -------------------- | --------------------- | --------------- |
| 皮膚 顏色 | 全身泛藍     | 手足呈藍 身幹粉紅    | 無發紺 身幹及手足粉紅 | 外觀Appearance  |
| 脈搏      | 無           | <100                 | >100                  | 脈搏Pulse       |
| 反應      | 對刺激無反應 | 刺激時會噴嗤/咳/拉開 | 刺激時會哭泣          | 不快Grimace     |
| 肌肉張力  | 無           | 關節部份收摺         | 活動                  | 活動Activity    |
| 呼吸      | 無           | 弱小或不規則         | 強                    | 呼吸Respiration |

## 詮譯
測試通常在嬰兒出生後一分鐘及五分鐘進行。如果持續低分，可能需要重覆。3分以下表示情況危殆，4-6分為頗低，7-10分為健康情況正常。
出生後一分鐘時的低分，顯示新生兒立即需要醫護，但不一定表示將有長遠問題。特別是如果五分鐘時分數有改善，通常對成長沒有長久後果。但如果到10,15,30分鐘時，分數仍低於3，嬰兒腦部神經受損的機會增多。早產、剖腹生產、高危妊娠的嬰兒通常評分會稍低。
在產科學上，阿普伽評分經常被用作記錄及比較不同方法對新生兒健康的影響。